# Distretto di Prievidza
Il distretto di Prievidza (in slovacco: okres Prievidza) è un distretto della regione di Trenčín, nella Slovacchia occidentale.
Fino al 1918, il territorio dell'attuale distretto costituiva gran parte del comitato di Nitra, eccetto una piccola area nel sud-ovest intorno a Handlová che formava parte del comitato di Bars.

## Geografia antropica
Il distretto è composto da 4 città e 48 comuni:

### Città
- Bojnice
- Handlová
- Nováky
- Prievidza

### Comuni
- Bystričany
- Chrenovec-Brusno
- Chvojnica
- Cigeľ
- Čavoj
- Čereňany
- Diviacka Nová Ves
- Diviaky nad Nitricou
- Dlžín
- Dolné Vestenice
- Horná Ves
- Horné Vestenice
- Jalovec
- Kamenec pod Vtáčnikom
- Kanianka
- Kľačno

- Kocurany
- Kostolná Ves
- Koš
- Lazany
- Lehota pod Vtáčnikom
- Liešťany
- Lipník
- Malá Čausa
- Malinová
- Nedožery-Brezany
- Nevidzany
- Nitrianske Pravno
- Nitrianske Rudno
- Nitrianske Sučany
- Nitrica
- Opatovce nad Nitrou

- Oslany
- Podhradie
- Poluvsie
- Poruba
- Pravenec
- Radobica
- Ráztočno
- Rudnianska Lehota
- Sebedražie
- Seč
- Šútovce
- Temeš
- Tužina
- Valaská Belá
- Veľká Čausa
- Zemianske Kostoľany